# Intetics
Intetics — провідна американська технологічна компанія, яка займається розробкою індивідуального програмного забезпечення під індивідуальні потреби бізнесу, а також створенням розподілених професійних команд, оцінкою якості програмного продукту та впровадженням «all-things-digital» рішень за допомогою SMAC, RPA, AI/ML, IoT, блокчейн та GIS/UAV/LBS технологій. 
Головний офіс знаходиться у Нейплс, Флорида, Intetics має численні розробницькі центри в США, Європі та Латинській Америці.

## Історія
У 1995 році компанія Intetics була заснована Борисом Концевим у Білорусі під назвою «Client-Server Programs». В той час у світі налічувалося близько 10 тис. вебсайтів, а кількість користувачів Інтернету під кінець року сягнула позначки лише 16 млн.
У 1996 році компанія приєдналася до програми Microsoft Certified Solution Provider.
У наступному році головний офіс компанії переїхав у Прагу, Чехія. Від 1997 року, фактично із появою Всесвітньої мережі (WWW), Intetics займається веброзробкою.
У травні 2002 року Intetics приєдналася та підписала Agile маніфест, через рік після того, як автори документа відкрили його для підпису.
У 2003 році компанія переїхала до Чикаго, штат Іллінойс, розпочавши діяльність під назвою Intetics, що означає "Інтернет. Технології. Етика" і відображає кодекс поведінки та бізнес-орієнтований підхід компанії із гаслом: "Where Software Concepts Come Alive™." На той час компанія зросла до 80 осіб.
У 2004 році, з початком розквіту соціальних мереж, спричиненого запуском YouTube та Facebook, Борис Концевой представив Offshore Dedicated Team®. Пізніше ця новаторська бізнес-модель стала галузевим стандартом.
Через рік в Intetics з’явився другий центр розробки зі спеціалізацією GIS в Харкові.
У 2008 році компанія вперше увійшла до списку Inc. 5000. Відтоді Intetics з’являлася в списку Inc. 5000 ще вісім разів.
Впродовж 2009 року Intetics відкрила одразу декілька офісів по всьому світу.
У 2010 році CEO та президент компанії Борис Концевой отримав сертифікат Certified Outsourcing Professional (COP) від IAOP і став першим COP зі Східної Європи.
У 2011 році, коли світ вперше почув термін «Індустрія 4.0», введений для опису стрімкого технологічного прогресу у 21 столітті, Борис Концевой винайшов Remote In-Sourcing, передову модель формування команди для розробки програмного забезпечення.
У 2012 році Intetics відкрила центр розробки в Києві.
Наступного року дохід українського ринку ІТ-послуг сягнув першого мільярда доларів США, і Intetics розширила свою діяльність в ЄС із новою філією Intetics GmbH у Дюссельдорфі, Німеччина.
У 2014 році Intetics відкрила представництво в Лондоні, Великобританія, і команда компанії зросла до 450 осіб.
У 2015 році Intetics виграла європейську премію BPO Contract of the Year від Національної асоціації аутсорсингу (NOA). NOA — попередня назва Global Sourcing Association (GSA), яка діяла впродовж 29 років до 2016 року.
У 2016 році штаб-квартиру Intetics було перенесено з Іллінойсу до Нейплс, штат Флорида. У тому ж році Борис Концевой сформулював принципи предиктивної розробки програмного забезпечення в рамках фреймоврку Predictive Software Engineering та винайшов платформу з оцінки якості програмних продуктів TETRA (Technical Debt Reduction Platform). Компанія також відкрила центр розробки в Кракові, Польща. З 2016 року Intetics є постійним донором Вікіпедії та Фонду «Вікімедіа».
Intetics є переможцем в номінації African Outsourcing Project of the Year у GSA Global Sourcing Awards 2018.
У 2018 році Intetics отримала новий статус партнерства з AWS та стала AWS Standard Consulting Partner.
У 2019 році компанія відкрила центри розробки в Одесі та Вінниці.
У 2020 році було відкрито представництво Intetics у Ролі, штат Північна Кароліна, і кількість співробітників досягла 700 осіб.
27 травня 2021 року був запущено новий вебсайт компанії Intetics Slide Website із революційним UI/UX  дизайном, який отримав 3 нагороди WebAwards від Web Marketing Association. На момент цього важливого етапу в історії компанії загальна кількість користувачів Інтернету перевищила 5 мільярдів.
Протягом 2022 року офіси компанії були відкриті в Польщі (Варшава), Вірменії (Єреван), Грузії (Батумі) та Молдові (Кишинів).
Intetics надала експертну консультацію для законодавчої бази під час запуску Дія.City — нової правової бази для української ІТ-індустрії — і приєдналася до Львівського ІТ Кластера, щоб сприяти розвитку ІТ-інфраструктури України.
У квітні 2022 року компанія відкрила нове представництво у Львові та прихисток для співробітників, які виїхали з регіонів України, що постраждали від повномасштабного російського вторгнення в Україну. Попри війну компанія забезпечувала безперебійне надання послуг та постійну підтримку місцевих працівників. Підтримка включала поміч із переїздом сімей працівників, надання необхідної допомоги та сприяння працевлаштуванню.
У серпні 2022 року Intetics відкрила свій перший офіс у Латинській Америці — у місті Боготі, Колумбія.
У 2022 році компанія випустила Словник новітніх технологій (Vocabulary of Emerging Technologies), який охоплює ІТ-тренди та визначення нових технологій для аналізу та довідки. Словник відкритий для доповнень та внесків від користувачів.
У лютому 2023 року Intetics був присвоєний статус сервісного партнера AWS "Advanced Services Partner".
У квітні 2023 року Intetics запустила Future TechTalk, перший подкаст на основі штучного інтелекту з новинами ІТ-індустрії та технологічними трендами.

## Діяльність
Intetics Inc. є провідною американською технологічною компанією, що розробляє програмне забезпечення під індивідуальні потреби бізнесу, а також займається створенням розподілених професійних команд, оцінкою якості програмного продукту, впровадженням «all-things-digital» рішень із залученням SMAC, RPA, AI/ML, IoT, блокчейн та GIS/UAV/ LBS технологій.
Базуючись на моделях Offshore Dedicated Team® і Remote In-Sourcing®, передовій платформі для зменшення технічного боргу (TETRA™) і вимірюваних SLA для розробки програмного забезпечення, Intetics дозволяє компаніям залучати глобальні таланти з інженерним досвідом на основі фреймворку Predictive Software Engineering.
Intetics спеціалізується на розробці програмних продуктів в умовах неповної специфікації.
Компанія володіє експертизою в галузях освіти, охорони здоров’я, логістики, наук про життя, фінансів, страхування, комунікацій, індивідуальних ERP систем, CRM, інтелектуальної автоматизації, геопросторових рішень і стартапів.
Клієнтами Intetics є стартапи, підприємства, корпорації, компанії зі списку Fortune 500 у різних галузях.
Компанія має сертифікати ISO 9001 (якість) та ISO 27001 (безпека). Intetics є партнером Microsoft Gold, Amazon, IBM, AWS, UiPath Silver, Facebook Developer Circles та Google.
Засновником та СЕО компанії є Борис Концевой, який у 2017 став першим членом Forbes Technology Council зі Східної Європи.

## Нагороди
- Компанія входила до переліку Global Outsourcing 100 від IAOP за періоди 2006–2008, 2010–2018, 2019–2023 рр.[46]
- Fortune включив Intetics у перелік найбільш інноваційних компаній Америки у 2023 р.  за виняткові досягнення в обслуговуванні клієнтів.[47]
- Intetics увійшла до рейтингу найбільш швидкозростаючих компаній Америки 2022 року за версією Financial Times.[48]
- Компанія отримала нагороду у категорії Friendly Workplace від Marka Pracodawcy у 2022 р.[49]
- Intetics визнана однією з найбіль швидкозростаючих приватних компаній в Америці журналом Inc Magazine в рамках щорічного списку Inc 5000." (2008–2015 рр. та у 2021 р.)[50]
- Intetics отримала почесну відзнаку в рамках World Changing Ideas Awards від Fast Company у 2022 р.[51]
- Intetics отримала 3 нагороди від Web Marketing Association: «Найкращий вебсайт постачальника послуг з розробки додатків», «Найкращий вебсайт з розробки програмного забезпечення комп’ютера» та «Найкращий міжнародний бізнес-вебсайт» у 2021 р.[25]
- Intetics визнана Software Magazine як одна з 500 найбільших світових компаній-розробників програмного забезпечення впродовж 2010–2018 рр.[52][53]
- Intetics потрапила у шорт-ліст CEE Business Services зі своєю унікальною платформою з оцінки якості програмних продуктів TETRA у 2019 р.[54]
- Intetics отримала нагороду Bronze Stevie Winner в категорії «Новий продукт або сервіс року — Програмне забезпечення — IT-рішення» в рамках People's Choice Stevie® Award for Favorite New Products на 16-й щорічній церемонії The American Business Awards®.[55]
- Intetics стала переможцем у категорії «Африканський аутсорсинговий проєкт» в рамках GSA Global Sourcing Awards у 2018 р.[21]
- Intetics отримала нагороду за інновації в галузі програмного забезпечення та технологій (Software & Technology Innovation Award) від журналу Corporate Vision Magazine у 2016 р.[56]
- Intetics отримала нагороди від Європейської асоціації аутсорсингу (EOA), видобувши перемогу у номінаціях «Європейський BPO контракт року» та «Європейський ІТ-аутсорсинг проєкт року» у 2015 р.[16]